# 47 î.Hr.

## Evenimente
- februarie: Generalul Roman Iulius Cezar și aliatul său Cleopatra a VII-a distrug armata lui Ptolemeu al XIII-lea, ultimul fiind ucis.

## Nașteri
- dată necunoscută: Properțiu  (d. 16 î.Hr.)

## Decese
- 28 septembrie: Cneus Pompeius Magnus  (n. 106 î.Hr.)
- dată necunoscută: Quintus Cassius Longinus  (n. ?)